# الرجل العنكبوت المذهل (فلم)
الرجل العنكبوت المذهل أو سبايدرمان المذهل (بالإنجليزية: The Amazing Spider-Man) هو فيلم أمريكي صدر عام 2012 وهو فيلم إعادة سلسلة لشخصية سبايدرمان وكانت السلسلة السابقة من بطولة (توبي ماجواير) و(كرستين دانست).

## وصلات خارجية
- مقالات تستعمل روابط فنية بلا صلة مع ويكي بيانات
- The Amazing Spider-Man على موقع أول موفي.